# 大阪エコ農産物

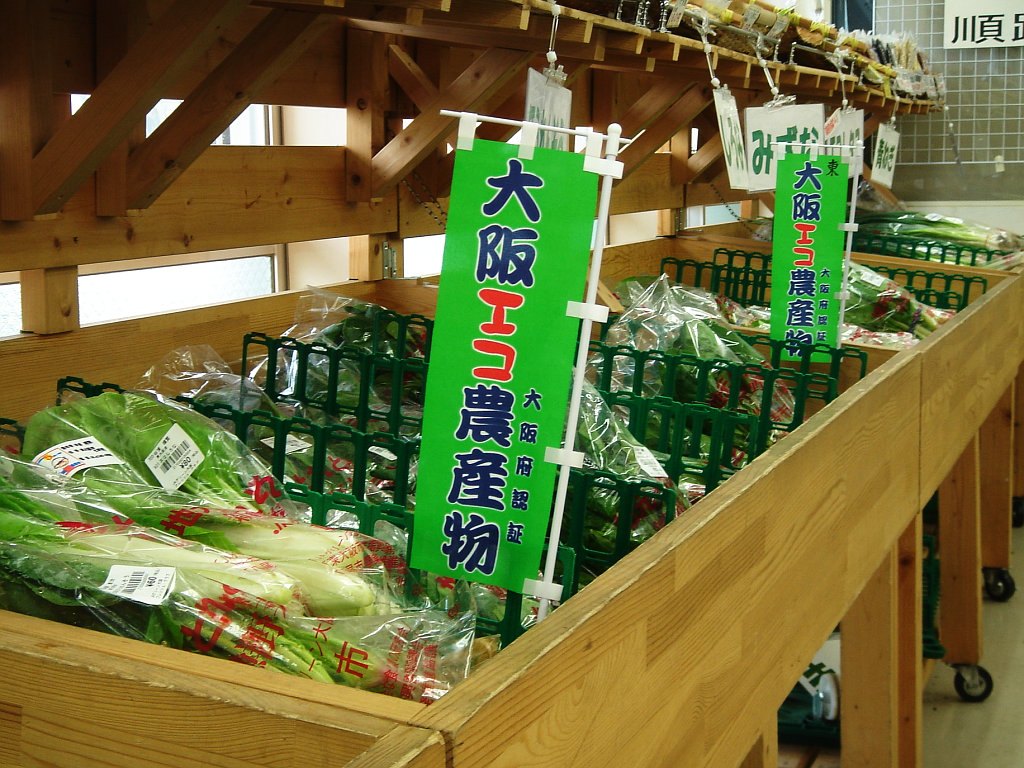
大阪エコ農産物販売風景（東大阪市内）

大阪エコ農産物（Osaka Eco Agricultural Products）とは、大阪府内で生産された農産物のうち、農薬や化学肥料の使用回数を、大阪府の定める基準以下（大阪府内平均の使用回数を元に、半分の値に定められている）になっているもので、播種日や収穫量などの生産計画とともに大阪府庁に届出を行い認証されたものをいう。主な農産物は、水稲、大豆、野菜、果樹、花であり、2008年には2,586件（916名の生産農家）、2010年には3,377件（1,042名の生産農家）が認証されている。また、大阪府内4箇所の農と緑の総合事務所（普及指導センター）に所属する専門技術者である普及指導員（農業改良助長法に基づく国家資格保有者）が、農家への技術指導や認証事務を行っている。2001年12月より認証が始まり、市場出荷は2002年4月から始まった。
大阪エコ農産物として認証された農産物は、生産時においては圃場に認証された旨の表示看板をする と共に、販売時には認証マークを添付することが出来る。
なお、有機農産物との違いは、肥料および農薬の使用が認められている減農薬・減化学肥料農産物であることである（大阪府平均の50%減）。

## 大阪エコ農産物の定義
- 農薬、化学肥料について、府が定める栽培基準の上限延べ成分回数、上限使用量（慣行の5割）を超えない
- 遺伝子組み換え技術を用いた種苗を用いない
- 大阪府庁に生産計画を届出て、認証を受けている

## エコ野菜
大阪エコ農産物のうち野菜については特にエコ野菜と呼ばれており、この野菜を用いたエコサラダが2009年より販売されている。また、東大阪市内の農業協同組合が、大阪エコ農産物の販売促進とともに、最近10年間で20%以上減少した同市内の都市農地の減少を食い止める事をも狙った「ファームマイレージ」という販促ポイント制度を2009年より行っている。

## 他の都道府県でのエコ農産物
各府県やJAでもエコ農産物、エコ野菜の認証が行われている。
その基準は減化学農薬・減化学肥料を採用 している事が多い。
呼称も、ちばエコ農産物、石川県エコ農産物、いばらきエコ農産物等、県名にエコ農産物の文言をつけたものが多い。
また、宮崎県のように、みやざきエコ野菜と野菜を特に取り上げて呼称を付けている場合もある。

## 特別栽培農産物との関係
1999年のJAS法改正により創設された「有機食品の検査認証制度」 によって、有機農産物と表示できる条件が非常に厳しくなったため、減農薬・減化学肥料の農産物について新たな認証を求める声が生産者や消費者から高まった。1988年に岡山県で独自の認証制度が制定されて以来、2001年には大阪府を含む多数の都道府県で認証制度が創設された。これらの都道府県の認証制度を包含する形で、2001年に農林水産省が「特別栽培農産物に係る表示ガイドライン」 を改正して、減農薬・減化学肥料の農産物を特別栽培農産物と表示して生産・出荷出来るようになった。都道府県の認証制度には、この特別栽培農産物に係るガイドラインと同レベルのものや、上乗せ基準を設けたものなど種々あり、大阪府の大阪エコ農産物認証制度は上乗せ基準を設けたものとなっている。
特別栽培農産物の定義
- 農産物の生産過程等における化学合成農薬(※注)の使用回数が、その地域で慣行的に行われている使用回数の5割以下
- 農産物の生産過程等における化学肥料の窒素成分量が、その地域で慣行的に使用されている化学肥料の窒素成分量の5割以下

※注：化学合成農薬からは、有機農産物JAS規格で使用可能なものは除く。例：フェロモン剤